# Лі Бьон Чхоль
Лі Бьон Чхоль (кор. 이병철; 12 лютого 1910 — 19 листопада 1987) був засновником Samsung Group та одним з найбільш успішних бізнесменів Південної Кореї.
Спочатку він не був надто успішним. Лі створив свій бізнес 1 березня 1938 року, який він назвав Samsung Trading Co (попередник Samsung). Samsung означає «три зорі», які пояснюють початковий корпоративний логотип.
До 1945 року «Samsung» перевозив товари по всій Кореї та інших країнах. Компанія була заснована в Сеулі до 1947. Це була одна з десяти найбільших торгових компаній. З завоюванням Сеула північнокорейською армією Лі був змушений перевезти свій бізнес у Пусан. Масовий приплив американських військ і обладнання в Пусан, протягом наступного року війни виявилося вельми корисним для транспортної компанії Лі.
У 1961 році, коли Пак Чон Хі захопив владу, Лі Бьон Чхоль був у Японії і протягом деякого часу він не повертався до Республіки Корея. Зрештою була підписана угода і Лі Бьон Чхоль повернувся, але «Samsung» довелося відмовитись від контролю над придбаними банками і слідувати економічним директивам від уряду.
У 1953 році він заснував «Cheiljedang (Чеіль Чеда)» (в даний час «CJ Cheiljedang»), який став дуже успішним і прибутковим. Використавши доходи від «Cheiljedang», він заклав багато інших компаній, які роблять вироби продансеге") і побутової електроніки
Пізніше в житті він займав пост голови Федерації корейської промисловості і був відомий як найбагатша людина в Кореї.
Після його смерті, його майно «Хоам» було відкрито для публіки і для екскурсій. Його колекція корейського мистецтва вважається однією з найбільших і найкращих приватних колекцій в країні, і вона має ряд предметів мистецтва, які були призначені «Національні скарби» корейським урядом. «Хоам» знаходиться на невеликій відстані від парка «Everland», найпопулярніший парк розваг в Республіці Корея (Еверленд також належить «Samsung Group»).